# La mort de Cleòpatra
La mort de Cleòpatra és una figura feta per Damià Campeny i Estrany cap al 1804 i que es troba conservada actualment al Museu Nacional d'Art de Catalunya, amb el número de registre 010681-000. Es tracta d'un exemplar que va fer fondre en bronze la Junta de Museus el 1934, a partir d'un guix dipositat l'any 1904 pel Consell Provincial d'Agricultura, Indústria i Comerç de Barcelona.
Al mateix museu es conserva una altra versió de l'obra, aquesta realitzada en terra cuita i de mides molt més reduïdes (19,5 x 19,5 x 7,5 cm), que va ingressar a col·lecció amb el número de registre 010372-000 el 1922 com una adquisició del museu.